# Iolaphilus iturensis
Iolaphilus iturensis är en fjärilsart som beskrevs av James John Joicey och Talbot 1921. Iolaphilus iturensis ingår i släktet Iolaphilus och familjen juvelvingar. Inga underarter finns listade i Catalogue of Life.